# Giuseppe Busillo
Giuseppe Busillo (* 13. Mai 1970 in Toronto, Ontario) ist ein ehemaliger italo-kanadischer Eishockeyspieler, der in seiner aktiven Zeit von 1987 bis 2006 unter anderem für die Kölner Haie, Eisbären Berlin und SERC Wild Wings in der Deutschen Eishockey Liga gespielt hat.

## Karriere
Giuseppe Busillo begann seine Karriere als Eishockeyspieler in der kanadischen Juniorenliga Ontario Hockey League, in der er von 1987 bis 1991 für die Oshawa Generals und Sault Ste. Marie Greyhounds aktiv war. Während er mit Oshawa 1990 den Memorial Cup, die Meisterschaft der Canadian Hockey League, gewann, siegte er ein Jahr später mit Saut Ste. Marie im Playoff-Finale um den J. Ross Robertson Cup, den Meistertitel der OHL. Im Anschluss an seine Juniorenlaufbahn wechselte der Angreifer 1991 nach Italien, wo er in den folgenden vier Jahren für den HC Alleghe sowohl in der Serie A, als auch der Alpenliga antrat.
Nach einem Jahr bei Alleghes Ligarivalen AS Varese Hockey wechselte Busillo 1996 in die Deutsche Eishockey Liga, in der er in den folgenden fünf Jahren für die Kölner Haie, Eisbären Berlin und die SERC Wild Wings auf dem Eis stand. Für die Saison 2001/02 unterschrieb der italienische Nationalspieler bei Manchester Storm aus der britischen Ice Hockey Superleague. Von 2002 bis zu seinem Karriereende 2006 spielte der Linksschütze erneut in Italien, wo er mit dem HC Milano Vipers in allen vier Jahren die Meisterschaft gewann. Von 2004 bis 2006 fungierte er als Mannschaftskapitän der Mailänder. Zudem war er mit den Lombarden 2004 und 2005 im nationalen Pokalwettbewerb, der Coppa Italia, erfolgreich.

### International
Für Italien nahm Busillo an den B-Weltmeisterschaften 2004 und 2005, sowie den A-Weltmeisterschaften 1995, 1997, 2000, 2001, 2002 und 2006 teil. Des Weiteren stand er im Aufgebot Italiens bei den Olympischen Winterspielen 2006 in Turin.

## Erfolge und Auszeichnungen
| - 1990 Memorial-Cup-Gewinn mit den Oshawa Generals - 1991 J.-Ross-Robertson-Cup-Gewinn mit den Sault Ste. Marie Greyhounds - 1993 Alpenliga-Gewinn mit dem HC Alleghe - 2003 Italienischer Meister mit dem HC Milano Vipers - 2004 Italienischer Meister mit dem HC Milano Vipers | - 2004 Coppa Italia-Gewinn mit dem HC Milano Vipers - 2005 Aufstieg in die Top Division bei der Weltmeisterschaft der Division 1 - 2005 Italienischer Meister mit dem HC Milano Vipers - 2005 Coppa Italia-Gewinn mit dem HC Milano Vipers - 2006 Italienischer Meister mit dem HC Milano Vipers |